# ジュリアス・ヘンフィル
ジュリアス・ヘンフィル（Julius Hemphill、1938年1月24日 - 1995年4月2日）は、ジャズの作曲家、サクソフォーン奏者。主にアルトサックスを使って演奏し、ソプラノやテナーサックス、フルートで演奏することはあまりなかった。

## 略歴
ヘンフィルはテキサス州フォートワースで生まれ、I.M.テレル高校（オーネット・コールマンの母校でもある）に通った。サクソフォーンを学ぶ前に、I.M.テレル高校の卒業生であるジョン・カーターからクラリネットを習った。当時は、ジェリー・マリガンに影響されていた。彼は北テキサス大学で音楽を学んだ。
ヘンフィルは、1964年にアメリカ陸軍に入隊し、アメリカ陸軍軍楽隊に数年間勤務した。後にアイク・ターナーと短期間ながら共演している。1968年、ヘンフィルはミズーリ州セントルイスに移り、サックス奏者のオリヴァー・レイクやハミエット・ブルイエット、トランペット奏者のバイキダ・キャロルやフロイド・レフロア、脚本家/監督のマリンケ・ロバート・エリオットなどのアーティストたちとコンタクトをとるようになり、学際的な芸術集団であるブラック・アーティスツ・グループ (BAG) を共同で設立した。
ヘンフィルは、1970年代半ばにニューヨークへ移り、当時繁栄していたフリー・ジャズ・コミュニティで活躍するようになった。デイヴィッド・サンボーンやティム・バーンを含む多くのミュージシャンたちにサックスのレッスンを行っている。ヘンフィルは、いくつかのサックスのみによるアンサンブルでアンソニー・ブラクストンと共演した後、1976年に結成したグループ、ワールド・サキソフォン・カルテットの創設者となったことでおそらく最もよく知られていた。ヘンフィルは1990年代初頭にワールド・サキソフォン・カルテットを脱退し、サックス・クインテットを結成した。
ヘンフィルはリーダーとして20枚以上のアルバムを録音し、ワールド・サキソフォン・カルテットで約10枚のレコードを録音し、ビョーク、ビル・フリゼール、アンソニー・ブラクストンなどと録音または演奏した。晩年、病気（糖尿病や心臓手術を含む）により、ヘンフィルはサックスの演奏をやめざるを得なくなったが、ニューヨークで亡くなるまで音楽を作曲し続けた。マーティ・エーリッヒが率いる彼のサックス・セクステットも、ヘンフィルの音楽をとりあげたアルバムをいくつかリリースしたが、そこでヘンフィルは演奏していなかった。最新作は『The Hard Blues』と題されており、ヘンフィルが糖尿病で亡くなった後、リスボンにてライブ録音された。
ヘンフィルの生涯と音楽に関する情報源には、1994年3月と4月にスミソニアン博物館のためにヘンフィルが実施した数時間に及ぶ口述による歴史インタビューがあり、ワシントンD.C.にある国立アメリカ歴史博物館のアーカイブ・センターで開示されている。

## ディスコグラフィ

### リーダー・アルバム
- 『ドゴンA.D.』 - Dogon A.D. (1972年、Mbari)
- 『ザ・ハード・ブルース』 - Coon Bid'ness (1975年、Arista/Freedom)
- Blue Boye (1977年、Mbari)
- Roi Boye & the Gotham Minstrels (1977年、Sackville)
- Raw Materials and Residuals (1978年、Black Saint)
- Live in New York (1978年、Red Record)
- Flat-Out Jump Suite (1980年、Black Saint)
- Georgia Blue (1984年、Minor Music)
- Julius Hemphill Big Band (1988年、Elektra Musician)
- Fat Man and the Hard Blues (1991年、Black Saint)
- Live from the New Music Cafe (1992年、Music & Arts)
- Oakland Duets (1992年、Music & Arts)
- 『ファイヴ・コード・スタッド』 - Five Chord Stud (1993年、Black Saint)
- Chile New York (1998年、Black Saint) ※1980年録音
- Live at Kassiopeia (2011年、NoBusiness) ※1987年録音

ワールド・サキソフォン・カルテット
- 『ポイント・オブ・ノー・リターン』 - Point of No Return (1977年、Moers Music)
- 『ステッピン』 - Steppin' with the World Saxophone Quartet (1979年、Black Saint)
- 『W.S.Q.』 - W.S.Q. (1981年、Black Saint)
- 『レビュー』 - Revue (1982年、Black Saint)
- 『ライヴ・イン・チューリッヒ』 - Live in Zurich (1984年、Black Saint)
- 『ライヴ・アット・ブルックリン・アカデミー・オブ・ミュージック』 - Live at Brooklyn Academy of Music (1986年、Black Saint)
- 『プレイズ・デューク・エリントン』 - Plays Duke Ellington (1986年、Elektra / Nonesuch)
- 『ダンシズ・アンド・バラッズ』 - Dances and Ballads (1987年、Elektra / Nonesuch)
- 『リズム・アンド・ブルース』 - Rhythm and Blues (1989年、Elektra / Nonesuch)

### 参加アルバム
- ジャラール : 『ハスラーズ・コンヴェンション』 - Hustlers Convention (1973年、United Artists) ※各国盤はLightnin' Rod名義
- レスター・ボウイ : 『ファースト・ラスト』 - Fast Last! (1974年、Muse)
- アンソニー・ブラクストン : 『ニューヨーク、秋、1974』 - New York, Fall 1974 (1975年、Arista)
- オリヴァー・レイク & ジュリアス・ヘンフィル : Buster Bee (1978年、Sackville)
- チャールス・ボボ・ショウ : Concere Ntasiah (1978年、Universal Justice)
- チャールス・ボボ・ショウ : Streets of St. Louis (1978年、Moers Music)
- カラパルーシャ : Ram's Run (1982年、Cadence)
- バイキダ・キャロル : Shadows and Reflections (1982年、Soul Note)
- ジャマラディーン・タクマ : 『ショー・ストッパー』 - Show Stopper (1983年、Gramavision)
- ジャン＝ポール・ブレリー : 『ジャングル・カウボーイ』 - Jungle Cowboy (1987年、JMT)
- ビル・フリゼール : 『ビフォア・ウィ・ワー・ボーン』 - Before We Were Born (1989年、Elektra Musician)
- アレン・ロウ : At the Moment of Impact (1990年、Fairhaven)
- アレン・ロウ : New Tango 92: After Astor Piazzolla (1991年、Fairhaven)
- ペーター・コヴァルト : Duos America (1991年、FMP)
- ペーター・コヴァルト : Duos: Europa America Japan (1991年、FMP)

### ジュリアス・ヘンフィル作品集
- At Dr. King's Table (1997年、New World/CounterCurrents) ※The Julius Hemphill Sextet名義（本人の演奏はなし）
- One Atmosphere (2003年、Tzadik) ※本人の演奏はなし
- The Hard Blues: Live In Lisbon (2004年、Clean Feed) ※The Julius Hemphill Sextet名義（本人の演奏はなし）